# جولي ماكاني
جولي ماكاني (بالإنجليزية: Julie Makani)‏ من مواليد 1970، باحثة طبية من تنزانيا. ماكاني زميلة لويلكوم ترست للأبحاث منذ عام 2014، كما أنها أستاذة مشاركة في قسم أمراض الدم ونقل الدم في جامعة موهيمبلي للصحة والعلوم المصاحبة (MUHAS). هي أيضاً زميلة ومستشارة في قسم نوفيلد للطب في جامعة أوكسفورد، وهي موجودة في دار السلام في تنزانيا. حصلت في عام 2011 على جائزة الجمعية الملكية الأفريقية عن عملها في مرض فقر الدم المنجلي.

## التعليم
بعد التحاقها بمدرسة القديس قسطنطين الابتدائية في آروشا في تنزانيا. تدربت ماكاني في مجال الطب في جامعة موهيمبيلي، وحصلت على شهادتها الطبية في عام 1994. وفي عام 1997، حصلت على منحة كومنولث الدراسية لحضور محاضرات الدراسات العليا في الطب الباطني في مستشفى هامرسميث في كلية الطب الملكية للدراسات العليا في جامعة لندن. انتقلت من هناك إلى جامعة أوكسفورد كزميلة باحثة في قسم الطب في نوفيلد. حصلت بعدها على زمالة الدكتوراه لمدة 4 سنوات من صندوق ويلكوم ترست في عام 2003، من أجل دراسة مرض فقر الدم المنجلي في تنزانيا. أكملت ماكاني دراستها وحصلت على درجة الدكتوراه في علم الأوبئة السريرية لمرض فقر الدم المنجلي.

## الأبحاث الطبية الحيوية
في عام 2004، حصلت ماكاني على زمالة ويلكوم ترست للتدريب وأنشأت برنامج مرض فقر الدم المنجلي في جامعة موهيمبلي للصحة والعلوم المصاحبة، مع المراقبة المستقبلية لأكثر من 2000 مريض من مرضى التهاب الكبد الحاد. في مرض فقر الدم المنجلي، تتشكل خلايا الدم الحمراء بشكل غير طبيعي، مما يسبب مشاكل عند تدفق الدم عبر الجسم وبالتالي ينتج عنه قلة الأوكسجين المنقول إلى خلايا الجسم. يعتبر هذا المرض اضطراب وراثي يؤدي إلى تكرر نوبات الألم وتلف الأعضاء الحاد الذي يمكن أن يؤدي إلى الوفاة. يقدر عدد الأطفال الذين يولدون مع فقر الدم المنجلي في تنزانيا بنحو 8- 11 ألف طفل سنوياً.
تعمل ماكاني مع زملائها على إنشاء شبكات على المستوى الوطني للشبكة الإقليمية لأبحاث فقر الدم المنجلي في شرق ووسط أفريقيا. تعد ماكاني مؤسِّسة مشاركة لمؤسسة فقر الدم المنجلي في تنزانيا. على المستوى العالمي، تعمل ماكاني مع المجموعة الاستشارية الفنية للشبكة العالمية لأبحاث فقر الدم المنجلي، وتشارك في رئاسة مجموعة العمل المسؤولة عن العلاج بواسطة الهيدروكسي يوريا في أفريقيا.
هدف ماكاني الرئيسي هو استخدام فقر الدم المنجلي كنموذج لإيجاد حلول علمية ورعاية صحية في أفريقيا ذات صلة محلية وكذلك ذات أهمية عالمية. سيوضح تحقيق النجاح في مرض فقر الدم المنجلي أنه يمكن معالجة التفاوتات في العلوم الطبية الحيوية والصحة وتحقيق تقدم كبير من خلال الشراكات العالمية الفعالة.

## الزمالات والجوائز الأخرى
تلقت ماكاني من صندوق ويلكوم ترست تدريباً في عام 2003 ومنحة متوسطة في عام 2011 لدراسة برنامج فقر الدم المنجلي. وفي عام 2007، حصلت على زمالة لحضور مؤتمر تيد العالمي (TEDGlobal)، في آروشا في تنزانيا. وفي عام 2009، حصلت على زمالة رئيس الأساقفة توتو من معهد القيادة الأفريقي.
في عام 2011، حصلت على جائزة فايزر للجمعية الملكية؛ ويتم استعمال جائزة المنحة في البحوث لتوفير فهم أفضل للآليات الجزيئية والوراثية والبيئية لمرض فقر الدم المنجلي. أثناء منح الجائزة، قالت الأستاذة لورنا كاسيلتون من الجمعية الملكية: «نحن سعداء للغاية لتكريم هذه الإنسانة المثيرة للإعجاب من خلال تقديمنا جائزة فايزر للجمعية الملكية لهذا العام لها... نأمل أن تكون الطبيبة مكاني مثالاً يحتذى به بالنسبة للعلماء الشباب الأفارقة الذين يرغبون في إحداث تغيير في قارتهم وفي جميع أنحاء العالم أيضاً».